# Apocalyptic
Apocalyptic è un singolo del gruppo musicale statunitense Halestorm, il primo estratto dall'album Into the Wild Life nel 2015.

## Classifiche
| Classifica (2015)             | Posizione massima |
| ----------------------------- | ----------------- |
| Stati Uniti (mainstream rock) | 1                 |
| Stati Uniti (rock)            | 34                |
| Stati Uniti (rock airplay)    | 18                |
| Stati Uniti (rock digital)    | 37                |